# Titularbistum Archelaïs
Archelaïs (ital.: Archelaide) ist ein Titularbistum  der römisch-katholischen Kirche.
Es geht zurück auf ein früheres Bistum des antiken Orts Archelaïs in Judäa, später römische Provinz Syria Palaestina bzw. Palaestina Prima, das der Kirchenprovinz Caesarea in Palaestina angehörte.
| Titularbischöfe von Archelaïs |                                    |                                                                    |                 |                    |
| Nr.                           | Name                               | Amt                                                                | von             | bis                |
| 1                             | Mariano Cidad y Olmos              | Weihbischof in Valladolid (Spanien)                                | 19. April 1897  | 25. Juni 1903      |
| 2                             | Ercolano Marini                    | Weihbischof in Spoleto (Italien)                                   | 29. Juni 1904   | 11. Dezember 1905  |
| 3                             | Ignazio Zuccaro                    | emeritierter Bischof von Caltanissetta (Italien)                   | 30. April 1906  | 28. November 1913  |
| 4                             | Modesto Augusto Vieira             | Weihbischof in Mariana (Brasilien)                                 | 12. Januar 1914 | 27. September 1916 |
| 5                             | Joseph-Fructueux Bourgain MEP      | Apostolischer Vikar von Xichang (Republik China)                   | 31. März 1918   | 30. September 1925 |
| 6                             | Jules Halbert SM                   | Apostolischer Vikar der Neuen Hebriden (Kondominium Neue Hebriden) | 11. Juli 1939   | 4. Februar 1955    |
| 7                             | Antonio María Michelato Danese OSM | Apostolischer Vikar von Aysén (Chile)                              | 8. Mai 1955     | 9. Juni 1968       |